# 느릅나무속
느릅나무속은 장미목 느릅나무과의 속이다. 낙엽성이거나 반낙엽성 나무이다. 시베리아에서 인도네시아, 멕시코, 일본에 이르는 북반구에서 볼 수 있다. 여러 종과 재배 품종이 관상수로 남반구에도 소개되어 심는다.
느릅나무속의 잎은 어긋나며 갈라지지 않고 홑 또는 겹 톱니가 있으며, 보통 잎 밑 부분은 비대칭이며 잎 끝은 뾰족하다. 암수한그루로 풍매화를 피우며 꽃잎이 없다. 열매는 둥근 시과이다. 느릅나무속은 유럽흰느릅나무(U. laevis)를 제외한 모든 종이 산성의 척박한 토양을 잘 견디지만 심은 땅의 배수는 잘 되어야 한다.

## 하위 종
느릅나무속에는 대략 30~40종의 나무가 있다. 종 수가 모호한 까닭은 느릅나무속의 나무들의 상호 교접이 쉽게 일어나기 때문이다. 그래서 자연적인 교잡종 뿐만 아니라 재배 품종도 다양하다. 대한민국에는 아래의 종이 서식한다.
- U. davidiana var. japonica - 느릅나무
- U. davidiana var. japonica for. suberosa - 혹느릅나무
- U. davidiana - 당느릅나무
- U. parvifolia - 참느릅나무
- U. pumila - 비술나무
- U. laciniata - 난티나무
- U. macrocarpa - 왕느릅나무

## 느릅나무, 참느릅나무, 비술나무 구별하기
느릅나무는 나이가 들면 나무껍질이 흑갈색을 띠고, 세로로 깊이 갈라지며 잎이 크고 겹톱니가 있다. 참느릅나무는 오래된 나무껍질이 회갈색이고, 두꺼운 비늘처럼 떨어져 나오며 잎이 작고 겹톱니가 아닌 단순 톱니가 있다. 비술나무는 껍질은 느릅나무처럼 생겼고, 잎은 참느릅나무처럼 작은데 느릅나무와 같이 겹톱니가 있다. 또, 오래된 비술나무의 줄기에는 하얀 얼룩이 세로로 길다랗게 있어서 멀리서도 쉽게 구별할 수 있다.

## 참고자료
- 박상진,《궁궐의 우리 나무》(눌와, 2001) ISBN 89-950852-6-6